# 1973-as Formula–1 svéd nagydíj
Az svéd nagydíj volt az 1973-as Formula–1 világbajnokság hetedik futama, amelyet 1973. június 17-én rendeztek meg a svéd Scandinavian Racewayen, Anderstorpban.

## Előzmények
Ronnie Peterson Formula–1-es sikere elősegítette a sportág svéd nagydíjának létrehozását. Az első versenyt az Anderstorp mellett található, kissé jellegtelen Scandinavian Racewayen rendezték meg, amelyet egy kis repülőtér kifutópályájából alakítottak át. Anderstorp 130 km-re fekszik Göteborgtól és 400 km-re Stockholmtól. A mezőny a megszokottól kisebb volt, mivel a csapatoknak nem volt idejük kijavítani az autókon a Monaco és Svédország közötti, közel 2000 km-es út alatt keletkezett sérüléseket.
A futam előtt Emerson Fittipaldi (Lotus) négy ponttal vezette a világbajnokságot Jackie Stewart (Tyrrell) előtt, ugyanis a brazilnak 41, míg a skótnak 37 pontja volt. A konstruktőrök bajnokságának élén a Tyrrell állt 45 ponttal, míg a Lotus 41 egységet gyűjtött a hat verseny alatt.
A svéd nagydíjról Arturo Merzario (Ferrari), Chris Amon (Tecno), Andrea de Adamich (Brabham) és Nanni Galli (Iso Marlboro) hiányzott, aki úgy döntött, hogy visszavonul a Formula–1-től, ezért Frank Williams Tom Belsø-val állt volna rajthoz, míg világossá nem vált, hogy a dánnak nincs elegendő pénze az induláshoz. Reine Wisell azonban, David Purley Marchát kibérelve ott volt a huszonegy pilóta között az edzésen.

## Időmérő edzés
Peterson nem okozott csalódást szurkolóinak az időmérőn, ugyanis Lotusával megszerezte a pole-t, François Cevert Tyrrellje előtt. A világbajnoki címért versengő Stewart és Fittipaldi a második sorba kvalifikálták magukat, míg a harmadik sor Carlos Reutemanné (Brabham) és Denny Hulme-é (McLaren) lett. Az első tíz versenyzőt Peter Revson (McLaren), Jacky Ickx (Ferrari), Jean-Pierre Beltoise (BRM), illetve Mike Hailwood (Surtees) egészítette ki.

## Futam
A rajt a tervezettnél kicsit később kezdődött, mivel a GPDA (Grand Prix Drivers Association) panaszt tett a fotósok veszélyes helyen tartózkodása miatt. Fittipaldi rajtolt a legjobban, és feljött a második helyre, Peterson mögé. A harmadik Cevert mögött Stewart, Reutemann és Hulme autózott, majd a 4. körben a McLaren versenyzője megelőzte az argentint. A 34. körig ez maradt a sorrend, amikor Stewart megelőzte Cevert-t, és elkezdett felzárkózni az előtte levő két Lotusra. Cevert-nek gondjai akadtak a gumikkal, ezért hátraesett, majd a 62. körben Hulme megelőzte. Az új-zélandi ezután Stewartot vette üldözőbe, és a 71. körben feljött a harmadik pozícióba, amikor Fittipaldi váltóhiba miatt hirtelen lelassult és kiállt. Három körrel a verseny leintése előtt Hulme-nak sikerült elmennie Stewart mellett, mivel a skót hátsó fékhibával küszködött. Az utolsó előtti körben Hulme meg tudta előzni Petersont, így az új-zélandi megnyerte a futamot. Peterson második, Cevert harmadik lett.
| Helyezés | Rajtszám | Versenyző            | Csapat/Motor      | Futott kör | Idő/Kiesés oka | Rajthely | Pont |
| -------- | -------- | -------------------- | ----------------- | ---------- | -------------- | -------- | ---- |
| 1        | 7        | Denny Hulme          | McLaren-Ford      | 80         | 1h56:46,049    | 6        | 9    |
| 2        | 2        | Ronnie Peterson      | Lotus-Ford        | 80         | + 4,039        | 1        | 6    |
| 3        | 6        | François Cevert      | Tyrrell-Ford      | 80         | + 14,667       | 2        | 4    |
| 4        | 10       | Carlos Reutemann     | Brabham-Ford      | 80         | + 18,068       | 5        | 3    |
| 5        | 5        | Jackie Stewart       | Tyrrell-Ford      | 80         | + 25,998       | 3        | 2    |
| 6        | 3        | Jacky Ickx           | Ferrari           | 79         | + 1 kör        | 8        | 1    |
| 7        | 8        | Peter Revson         | McLaren-Ford      | 79         | + 1 kör        | 7        |      |
| 8        | 15       | Mike Beuttler        | March-Ford        | 78         | + 2 kör        | 21       |      |
| 9        | 19       | Clay Regazzoni       | BRM               | 77         | + 3 kör        | 12       |      |
| 10       | 24       | Carlos Pace          | Surtees-Ford      | 77         | + 3 kör        | 16       |      |
| 11       | 25       | Howden Ganley        | Iso Marlboro-Ford | 77         | + 3 kör        | 11       |      |
| 12       | 1        | Emerson Fittipaldi   | Lotus-Ford        | 76         | Váltóhiba      | 4        |      |
| 13       | 21       | Niki Lauda           | BRM               | 75         | + 5 kör        | 15       |      |
| 14       | 16       | George Follmer       | Shadow-Ford       | 74         | + 6 kör        | 19       |      |
| Ki       | 20       | Jean-Pierre Beltoise | BRM               | 57         | Motorhiba      | 9        |      |
| Ki       | 17       | Jackie Oliver        | Shadow-Ford       | 50         | Felfüggesztés  | 17       |      |
| Ki       | 23       | Mike Hailwood        | Surtees-Ford      | 41         | Gumihiba       | 10       |      |
| Ki       | 14       | Jean-Pierre Jarier   | March-Ford        | 38         | Karburátor     | 20       |      |
| Ki       | 12       | Graham Hill          | Shadow-Ford       | 16         | Gyújtás        | 18       |      |
| Ki       | 11       | Wilson Fittipaldi    | Brabham-Ford      | 0          | Baleset        | 12       |      |
| Ki       | 27       | Reine Wisell         | March-Ford        | 0          | Felfüggesztés  | 14       |      |
| NI       | 26       | Tom Belsø            | Iso Marlboro-Ford |            | Nem indult     | 22       |      |

## A világbajnokság állása a verseny után
| H  | Versenyzők         | Pont | H  | Konstruktőrök | Pont |
| -- | ------------------ | ---- | -- | ------------- | ---- |
| 1. | Emerson Fittipaldi | 41   | 1. | Tyrrell-Ford  | 49   |
| 2. | Jackie Stewart     | 39   | 2. | Lotus-Ford    | 47   |
| 3. | François Cevert    | 25   | 3. | McLaren-Ford  | 26   |
| 4. | Denny Hulme        | 19   | 4. | Ferrari       | 10   |
| 5. | Peter Revson       | 11   | 5. | Brabham-Ford  | 7    |

## Statisztikák
Vezető helyen:
- Ronnie Peterson: 80 (1-78)
- Denny Hulme: 2 (79-80)

Denny Hulme 7. győzelme, 6. leggyorsabb köre, Ronnie Peterson 4. pole-pozíciója.
- McLaren 6. győzelme.